# 荘妃
荘妃（そうひ）は、皇帝の妃（側室）に与えられた位・号。以下の人物に授けられた。
- 趙荘妃 - 明の英宗の妃。
- 王荘妃 - 明の嘉靖帝の妃。
- 杜荘妃 - 明の嘉靖帝の宮御。荘妃に追封された。
- 劉荘妃 - 明の隆慶帝の妃。
- 李荘妃 - 明の泰昌帝の妃。
- 孝荘文皇后 - 清のホンタイジの妃。順治帝の生母で、その即位後に皇太后となった。
- 王荘妃 - 清の嘉慶帝の妃。